# 娥皇

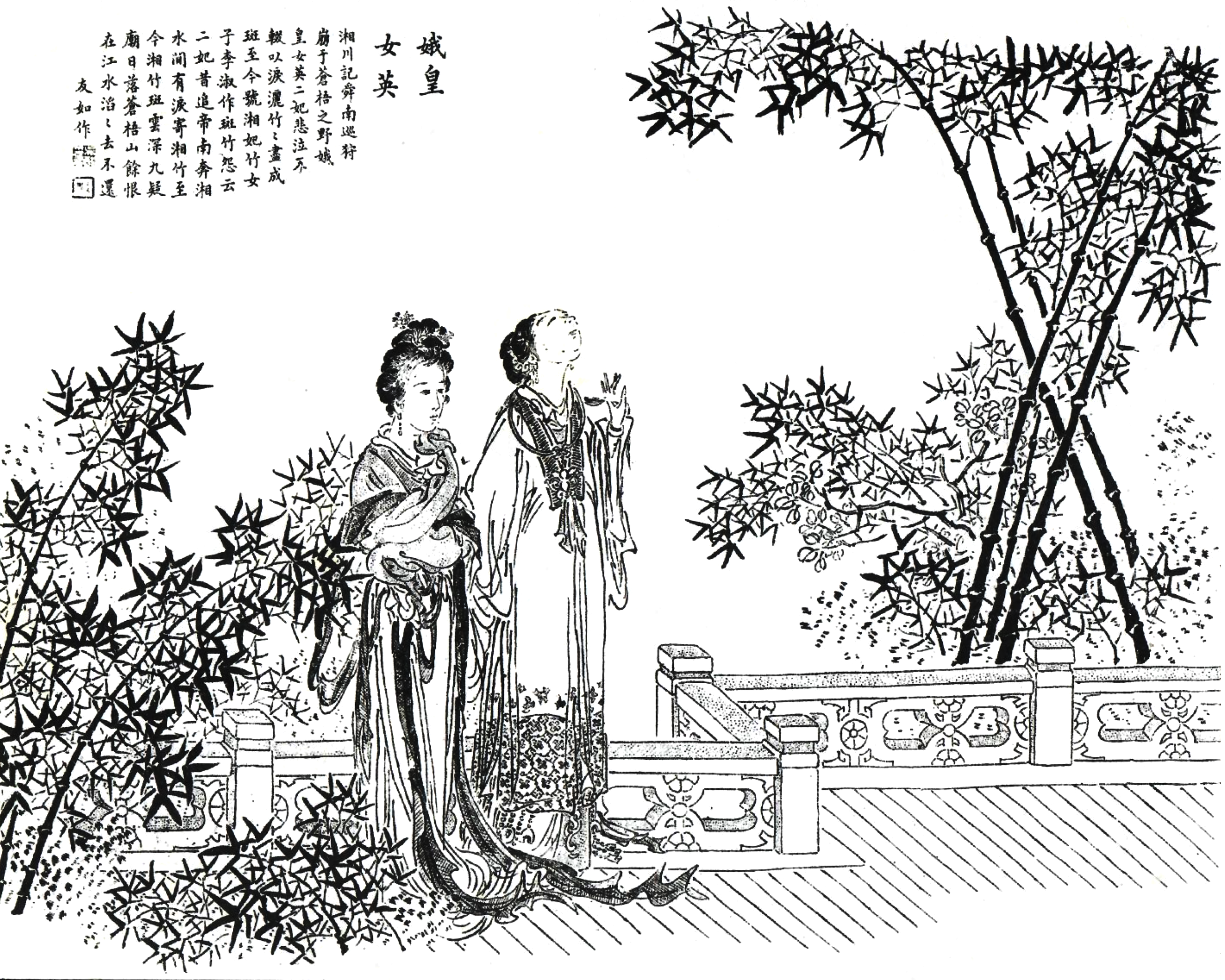
娥皇女英，出自《古今百美圖》

娥皇（？—？），祁姓，又稱娥肓、倪皇、後育、娥盲、娥娙，是中國上古時部落酋長唐堯的女兒，和妹妹女英同時嫁給了虞舜，娥皇無子。舜父顽，母嚚，弟劣，曾多次欲置舜於死地，因娥皇、女英的幫助而脱险。
舜死於蒼梧（今廣西東南）后，娥皇、女英跳下湘江自盡，人稱湘君。戰國時期的詩人屈原在《楚辭·九歌》中，对她们的描写是「帝子降兮北渚，目眇眇兮愁予；嫋嫋兮秋風，洞庭波兮木葉下。」晋朝张华《博物志·史补》記：“尧之二女，舜之二妃，曰湘夫人，帝崩，二妃啼，以泪挥竹，竹尽斑。”